# Fizeș (okręg Caraș-Severin)
Fizeș – wieś w Rumunii, w okręgu Caraș-Severin, w gminie Berzovia. W 2011 roku liczyła 822 mieszkańców. 